# Tom Franklin
Pour les articles homonymes, voir Franklin (patronyme), Tom Franklin (rugby à XV) et Tom Franklin (joueur de poker).
Tom Franklin, né le 7 juillet 1963 à Dickinson (en), en Alabama, est un écrivain américain, auteur notamment de romans policiers et de romans historiques.

## Biographie
Tom Franklin est élevé dans la région rurale de Clarke County, au sud-ouest de l'Alabama, non loin du cadre où se dérouleront la plupart de ses romans.  Il s'inscrit à l'Université de l'Alabama à Huntsville, puis à l'Université de l'Arkansas.
Sa carrière littéraire, influencée par les œuvres sudistes de Cormac McCarthy et Flannery O'Connor, s'amorce avec la publication en 1999 de Braconniers (Poachers), un recueil de nouvelles. 
En 2001, il obtient une bourse Guggenheim.
Son premier roman, paru en 2003, La Culasse de l’enfer (Hell at the Breech), dont le récit est fondé sur des faits historiques, se déroule en 1890 quand Macy Burke, un adolescent blanc miséreux, tire accidentellement sur le riche commerçant Arch Bedsole. 
Tom Franklin obtient le Los Angeles Times Book Prize, dans la catégorie romans policier/thriller, en 2010 et le Gold Dagger Award en 2011 pour Le Retour de Silas Jones (Crooked Letter, Crooked Letter) qui raconte l'amitié entre deux adolescents que la classe sociale et la couleur de la peau devraient séparés dans le milieu étouffant et tendu d'une petite ville du Mississippi des années 1970.
Il est le mari de la poétesse Beth Ann Fennelly (en) avec qui il écrit et publie, en 2013, Dans la colère du fleuve (The Tilted World), roman qui a pour toile de fond la crue du Mississippi de 1927.
Tom Franklin est professeur à l'université du Mississippi.

## Œuvre

### Romans
- Hell at the Breech (2003) Publié en français sous le titre La Culasse de l’enfer, traduit par François Lasquin et Lise Dufaux, Paris, Albin Michel, coll. « Les Grandes Traductions », 2004, 423 p.  (ISBN 2-226-15671-2) ; réédition, Paris, LGF, coll. « Le Livre de poche » no 30825, 2007  (ISBN 978-2-253-12150-3)
- Smonk (2006) Publié en français sous le titre Smonk ou La Ville des veuves. À savoir les aventures scabreuses de E. O. Smonk & de la putain Evavangeline dans le comté de Clarke, Alabama, au début du siècle dernier, traduit par Michel Lederer, Paris, Albin Michel, coll. « Les Grandes Traductions », 2009, 291 p.  (ISBN 978-2-226-19075-8)
- Crooked Letter, Crooked Letter [3] (2010) Publié en français sous le titre Le Retour de Silas Jones, traduit par Michel Lederer, Paris, Albin Michel, coll. « Les Grandes Traductions », 2011, 385 p.  (ISBN 978-2-226-23842-9) ; réédition, Paris, LGF, coll. « Le Livre de poche » no 34704, 2017  (ISBN 978-2-253-07107-5)
- The Tilted World (2013), en collaboration avec Beth Ann Fennelly Publié en français sous le titre Dans la colère du fleuve, traduit par Michel Lederer, Paris, Albin Michel, coll. « Terres d'Amérique », 2015, 380 p.  (ISBN 978-2-226-31479-6) ; réédition, Paris, LGF, coll. « Le Livre de poche » no 34756, 2017  (ISBN 978-2-253-07337-6)

### Recueil de nouvelles
- Poachers (1999) Publié en français sous le titre Braconniers, traduit par François Lasquin, Paris, Albin Michel, coll. « Les Grandes Traductions », 2001, 265 p.  (ISBN 2-226-12211-7)

## Prix et nominations

### Prix
- Gold Dagger Award 2011 pour Crooked Letter, Crooked Letter[4]

### Nominations
- Prix Historical Dagger 2004 pour Hell at the Breech[4]
- Prix Hammett 2010 pour Crooked Letter, Crooked Letter[5]
- Prix Anthony 2011 du meilleur roman pour Crooked Letter, Crooked Letter[6]
- Prix Barry 2011 du meilleur roman pour Crooked Letter, Crooked Letter[7]
- Prix Edgar-Allan-Poe 2011 du meilleur roman pour Crooked Letter, Crooked Letter[8]